# (4109) Anokhin
(4109) Anokhin (1969 OW) – planetoida z pasa głównego asteroid okrążająca Słońce w ciągu 3,41 lat w średniej odległości 2,27 j.a. Odkryta 17 lipca 1969 roku.
Nosi nazwę na cześć radzieckiego lotnika doświadczalnego Siergieja Anochina, nadaną 15 kwietnia 1996.